# Dolmen de la Creu del Senyal
El Dolmen de la Creu des Senyal és una construcció feta amb grans pedres a l'època neolítica. És un megàlit del tipus de cambra simple, de mida força gran. Aquests tipus de sepulcres pertanyen a l'edat de bronze, entre el 2000 i el 1500 aC.
Es troba a la Creu del Senyal, dins del terme comunal del Voló, a l'extrem sud del Rosselló, situat estructuralment en una posició dominant respecte l'entorn, a una altitud de 711,3 metres.
Es tracta d'un dolmen de cambra simple, diferenciat d'estructures megalítiques més complexes, amb una caixa de planta rectangular i amb grans lloses falcades a terra, amb una altra a sobre com a coberta de la cambra sepulcral, el lloc d'enterrament. Al voltant de la cambra hi havia un túmul de terres i pedra de planta circular.